# Jean Thomas Ward
 (juillet 2019).
Pour les articles homonymes, voir Ward.
Jean Thomas Ward, né en 1749 à Dublin (Irlande), mort guillotiné le 23 juillet 1794 à Paris, est un général irlandais de la Révolution française.

## États de service
Élevé en France, il embrasse la carrière militaire au sortir du collège, et en 1789, il est officier dans un régiment irlandais.
Colonel aide de camp du général Dampierre, il est promu général de brigade provisoire le 12 avril 1793, à l’armée du Nord.
À la suite de la défection du général Dumouriez, il devient suspect comme nombre d’officiers étrangers, et il est arrêté en octobre 1793. Il est incarcéré à la prison des Carmes, où il est accusé de conspirer contre la République.
Il est condamné à mort par le Tribunal révolutionnaire, et guillotiné à Paris le 23 juillet 1794.
Il est enterré au cimetière de Picpus.

## Sources
- (en) « Generals Who Served in the French Army during the Period 1789 - 1814: Eberle to Exelmans »
- (pl) « Napoléon.org.pl »
- Biographie étrangère, ou galerie universelle, Historique, civile, militare, politique et littéraire, tome 2, Alexis Eymery libraire éditeur, 1819, 458 p. (lire en ligne), p. 241.